# Don’t Forget the Lyrics!
Don’t Forget the Lyrics! ist eine US-amerikanische Karaoke-Quizshow. Sie wurde von Mitte 2007 bis 2009 für den Sender Fox produziert. Mittlerweile ist sie schon in Länder wie Großbritannien, Frankreich und Österreich exportiert worden. Ein ähnliches Format fand sich in der NBC-Sendung Singing Bee(Singende Biene), die nach ähnlichem Konzept verläuft.

## Überblick
Moderator der Sendung ist Wayne Brady. Der Hauptgewinn der Sendung ist eine Million Dollar, allerdings konnte bislang keiner der Teilnehmer diesen erzielen, was auch in den Versionen der anderen Länder nicht gelang. Die Sendung wird von der RDF-Media-Gruppe produziert. Die bislang einzige deutschsprachige Version der Show wird vom österreichischen Sender ATV ausgestrahlt und trägt den Namen Sing and Win!.

## Konzept
Während die Studioband die Melodie eines Liedes spielt und auf einem Bildschirm der Text dieses Songs angezeigt wird, muss der Kandidat diesen mitsingen. Wenn die Musik stoppt, muss der Kandidat den Text ohne Hilfe weiterführen. Singt der Kandidat richtig, kommt er in die nächste Runde, ist dem nicht so, scheidet er aus. Wie bei der Show Who Wants to Be a Millionaire? gibt es Gewinnhürden, die den Kandidaten auf einer Geldsumme absichern.

### Stufen
| Lied       | Gewinnstufe |
| ---------- | ----------- |
| 1          | $2,500      |
| 2          | $5,000      |
| 3          | $10,000     |
| 4          | $25,000     |
| 5          | $50,000     |
| 6          | $100,000    |
| 7 $200,000 |             |
| 8          | $350,000    |
| 9          | $500,000    |
| 10         | $1,000,000  |

*Die Gewinnhürden sind fett geschrieben.